# قولنج
قولنج اصطلاحی است که در مورد دردهای مبهم در نواحی مختلف بدن به کار می‌رود.
در گذشته برای درد احشای داخل شکم نظیر کلیه نیز اصطلاحاتی مثل قولنج کلیوی به کار می‌رفته‌اند و دل‌دردهای مبهم نیز  قولنج نوزادان نامیده می‌شود، چنان‌که در لغت‌نامه دهخدا نیز اصطلاح قولنج به صورت «دردی که غفلتاً در ناحیهٔ شکم خصوصاً نواحی مجاور به قسمتهای مختلف قولونها حاصل شود» توضیح داده شده‌است. امروزه اصطلاح قولنج بیشتر برای دردهای مرتبط با عضلات و مفاصل به کار می‌رود. اصطلاح قولنج شکستن هم به معنی وارد کردن فشار به مفاصل به شکلی است که باعث آزاد شدن صدایی کوتاه و خشک از آن‌ها شود. این کار معمولاً در مورد مفاصل انگشتان انجام می‌شود، اگر چه برخی قولنج مفاصل بین مهره‌های گردن یا پشت یا مفاصل بزرگ‌تر مثل زانو را نیز می‌توانند بشکنند.